# Частная жизнь Генриха VIII
«Частная жизнь Генриха VIII» (англ. The Private Life Of Henry VIII) — кинофильм.
Фильм получил две номинации на премию «Оскар» в категориях «Лучший фильм» и «Лучшая мужская роль». Награды удостоился актёр Чарльз Лоутон. На Московском кинофестивале 1935 года, где демонстрировался этот фильм, Чарльз Лоутон также был назван лучшим актёром.
Спустя двадцать лет Чарльз Лоутон вновь сыграл короля Генриха в фильме 1953 года «Малышка Бесс», повествующем о ранних годах принцессы Елизаветы Тюдор, роль которой исполнила Джин Симмонс. Эльза Ланчестер, сыгравшая четвёртую супругу короля Анну Клевскую, в реальной жизни также являлась женой Чарльза Лоутона (Генрих).

## Сюжет
В основу сюжета положена реальная история личной жизни английского короля Генриха VIII, однако в фильме отсутствует сюжетная линия Екатерины Арагонской, его первой жены, брак с которой длился более двадцати лет.
Май, 1536 год. После казни своей второй жены, Анны Болейн, Генрих женится на её фрейлине Джейн Сеймур. Спустя полтора года Джейн умирает после рождения наследного принца.
В качестве четвёртой жены Генрих выбирает одну из дочерей герцога Клевского, Анну.
Этот брак вскоре заканчивается разводом, так как Анна намеренно выставляет себя перед королём в невыгодном свете, чтобы впоследствии выйти замуж по любви за другого.
Разведясь с Анной, Генрих берёт в жёны амбициозную красавицу Кэтрин Говард, которая, однако, влюблена вовсе не в него, а в одного из придворных, Томаса Калпепера. Об их связи становится известно королю, и их обоих отправляют на эшафот.
Последней, шестой по счёту, женой короля становится Катарина Парр.

## В ролях

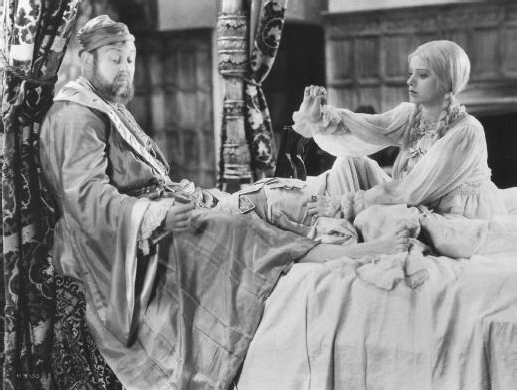
Кадр из фильма

- Чарльз Лоутон — Генрих VIII, король Англии
- Мерл Оберон — Анна Болейн, его вторая жена
- Венди Барри — Джейн Сеймур, его третья жена
- Эльза Ланчестер — Анна Клевская, его четвёртая жена
- Бинни Барнс — Кэтрин Говард, его пятая жена
- Эверли Грегг — Катарина Парр, его шестая жена
- Роберт Донат — Томас Калпепер, любовник Кэтрин Говард
- Франклин Дайалл — Томас Кромвель
- Майлз Мэндер — канцлер Рисли
- Лоуренс Ханрей — Томас Кранмер, архиепископ Кентерберийский
- Уильям Остин — герцог Клевский
- Джон Лодер — Томас Пейнел